# Elaphropus tripunctatus
Elaphropus tripunctatus je vrsta trčaka iz porodice Carabidae. Živi u Sjevernoj Americi.